# Can't Find My Way Home
Can't Find My Way Home è un singolo del gruppo musicale britannico Blind Faith, pubblicato nell'agosto 1969 come estratto dal primo album in studio Blind Faith.

## Descrizione
Il brano è stato scritto da Steve Winwood.

## Cover
Molti artisti internazionali hanno eseguito varie cover del brano, tra cui gli Spin 1ne 2wo.